# Georg Wolfgang von Kesselstatt
Georg Wolfgang von Kesselstatt (* 1561; † 1637) war Domkapitular in Trier und Archidiakon in Dietkirchen.

## Leben

### Herkunft und Familie
Im 13. und 14. Jahrhundert kam die Adelsfamilie von Kesselstatt in den Raum Trier. Sie stammte ursprünglich aus dem hessischen Raum, deren gleichnamiges Stammhaus bei Kesselstadt lag. Aus der Familie sind zahlreiche Persönlichkeiten hervorgegangen, die in Kirche und Staat wichtige Positionen innehatten. Georg Wolfgang von Kesselstatt wurde als Sohn des Freiherrn Carl von Kesselstatt (1534–1611) und seiner Gemahlin Anna von Eltz geboren. Sein Enkel Johann Eberhard (* 1621, Bau des Schlosses Föhren 1663) hatte Anna Antonette von Orsbeck geheiratet. Sie war eine Schwester des Trierer Fürstbischofs Johann VIII. Hugo von Orsbeck. Nach dessen Tod im Jahre 1711 erhielt Johann Eberhard vom Erbe seiner Frau große Besitztümer, kam zu großem Ansehen und baute den Wohlstand aus.

### Wirken
Im Jahre 1580 erhielt Georg Wolfgang ein Kanonikat im Stift Karden und ein Jahr später eine Dompräbende im Dom zu Trier. Im Jahre 1584 studierte er in Köln und wurde 1591 Domkapitular in Trier. 1599 bekleidete er hier das Amt des Domscholasters. Das Archidiakonat Dietkirchen erhielt er im Jahre 1624.